# 2 TCN
Năm 2 TCN là một năm trong lịch Julius. 

## Sinh
- Lê Thị Hoa, nữ tướng thời Hai Bà Trưng.

## Mất
- Ban tiệp dư